# Virtua Tennis 3
Virtua Tennis 3 (Sega Professional Tennis: Power Smash 3 în Japonia) este un al doilea joc video al francizei Virtua Tennis, produs de Sega. Jocul este disponibil pentru platforme PC, Xbox 360, PlayStation Portable și PlayStation 3.

## Jucători
Masculin
- Roger Federer
- Rafael Nadal
- Lleyton Hewitt
- Andy Roddick
- Tim Henman
- James Blake
- Tommy Haas
- Mario Ančić
- Juan Carlos Ferrero
- David Nalbandián
- Taylor Dent
- Gael Monfils

Feminin
- Maria Sharapova
- Venus Williams
- Martina Hingis
- Lindsay Davenport
- Nicole Vaidisova
- Daniela Hantuchová
- Amelie Mauresmo